# Nello Bechelli
Nello Bechelli (Firenze, 21 aprile 1913 – ...) è stato un calciatore e allenatore di calcio italiano, di ruolo centrocampista.

## Carriera

### Giocatore
Mediano sinistro, era cresciuto nelle giovanili della Fiorentina; fu nella rosa della società viola per alcuni anni, ma non giocò mai partite in prima squadra, e si limitò a disputare gli incontri della squadra riserve in Prima Divisione. Lo stesso gli accadde al Bologna, sua seconda società. Nella stagione 1935-1936 ha giocato in Serie B nella SPAL, con cui ha collezionato 2 presenze. Dopo una stagione in Serie C al Pontedera (7 presenze senza reti) concluse la carriera giocando in Lombardia in varie società di Serie C.

### Allenatore
Dopo i dilettanti dell'Impavida nel campionato regionale toscano di Prima Divisione, ha allenato il Piombino nelle prime 29 giornate del campionato di Serie B nella stagione 1952-1953, per poi essere sostituito in panchina da Ferruccio Valcareggi. Nella stagione 1968-1969 ha lavorato come osservatore per la Fiorentina, di cui negli anni '50 aveva allenato le squadre giovanili ed era stato allenatore in seconda fino al novembre 1951, allorché fu sostituito da Giuliano Grandi. Nella stagione 1958-1959 fu alla Rondinella, venendo sostituito a stagione in corso da Zeffiro Furiassi. Successivamente ha allenato per una stagione la Sangiovannese, in Serie D.